# Fatin Rüştü Zorlu
Fatin Rüştü Zorlu (Istanbul, 20 aprile 1910 – İmralı, 17 settembre 1961) è stato un politico e diplomatico turco.

## Biografia
Nacque il 20 aprile 1910 a Istanbul da una famiglia originaria del villaggio di Zor, Artvin nel nord-est della Turchia. Dopo aver studiato al Liceo Galatasaray, si laureò in scienze politiche all'Institut d'Études Politiques de Paris, Francia e in Legge all'Università di Ginevra in Svizzera.

## Carriera diplomatica
Al ritorno in Turchia ebbe inizio la sua carriera diplomatica prima al ministero degli esteri nel 1932 e a partire dal 1938 presso le ambasciate e i consolati di Berna, Parigi, Mosca, Beirut, e nuovamente al ministero degli esteri ad Ankara. Con l'ingresso della Turchia nella NATO, avvenuto il 18 febbraio 1952, viene nominato ambasciatore presso il quartier generale della NATO in Europa a Parigi.

## Carriera politica
Nel 1954 Zorlu entra in politica, eletto alla Grande Assemblea Nazionale Turca come deputato di Çanakkale con il Partito Democratico, ricoprendo la carica di vice primo ministro dal 17 maggio 1954 al 9 dicembre 1955 e ministro degli esteri dal 25 novembre 1957 al 27 maggio 1960, quando il governo del primo ministro Adnan Menderes di cui Zorlu faceva parte venne rovesciato da un colpo di stato militare.

## Arresto e processo
Dopo il colpo di stato Zorlu viene arrestato insieme al presidente della Repubblica Celâl Bayar, al primo ministro Menderes e altri esponenti del governo e del Partito Democratico e processato con l'accusa di alto tradimento e violazione della costituzione. Il processo venne celebrato nell'isola di Yassıada da parte di un tribunale speciale nominato dalla giunta militare e si concluse con la condanna a morte per impiccagione di Zorlu che venne giustiziato insieme al primo ministro Menderes e al ministro delle finanze Hasa Polatakan nel carcere dell'isola di İmralı il 16 settembre 1961. Menderes, Zorlu e Polatakan verranno riabilitati molti anni dopo e le loro salme portate in un mausoleo di Istanbul il 17 settembre 1990.